# Perlada (Asturias)
Perlada (oficialmente, en asturiano, Perlá) es una localidad, con categoría de casería, perteneciente a la parroquia de Linares en el concejo de San Martín del Rey Aurelio, en la Provincia de Asturias situada en la comunidad autónoma del mismo nombre (España). Según el nomenclátor de 2009 cuenta con 78 habitantes (38 mujeres y 40 hombres).